# Tony Revolori
Tony Revolori (tên khai sinh: Anthony Quiñonez; sinh ngày 28/4/1996) là nam diễn viên người Mỹ. Anh được biết đến qua vai Zero Moustafa trong The Grand Budapest Hotel (2014) và Flash Thompson trong Spider-Man: Homecoming (2017).